# Eerste divisie 1976/77
Het seizoen 1976/77 van de Nederlandse Eerste divisie had Vitesse als kampioen. De club uit Arnhem promoveerde daarmee naar de Eredivisie. In de nacompetitie pakte Volendam de tweede plek in de Eredivisie.

## Eerste divisie

### Deelnemende teams
| Club               | Plaats           | Accommodatie           | Capaciteit | Trainer                                |
| ------------------ | ---------------- | ---------------------- | ---------- | -------------------------------------- |
| Excelsior          | Rotterdam        | Woudestein             | 11.000     | Thijs Libregts                         |
| FC Den Bosch '67   | 's-Hertogenbosch | De Vliert              | 25.000     | Ad Zonderland                          |
| FC Dordrecht       | Dordrecht        | Krommedijk             | 12.000     | René van Eck                           |
| FC Groningen       | Groningen        | Oosterpark             | 17.500     | Jan Notermans                          |
| FC Vlaardingen '74 | Vlaardingen      | Floreslaan             | 12.000     | Theo Laseroms                          |
| FSC                | Sittard          | De Baandert            | 20.000     | Cor van der Hart                       |
| Heerenveen         | Heerenveen       | Gemeentelijk Sportpark | 15.000     | Lászlo Zalai                           |
| Helmond Sport      | Helmond          | De Braak               | 12.000     | Ron Dellow                             |
| Heracles '74       | Almelo           | Bornsestraat           | 20.000     | Hennie Hollink                         |
| MVV                | Maastricht       | De Geusselt            | 18.000     | George Knobel                          |
| PEC Zwolle         | Zwolle           | Oosterenkstadion       | 15.000     | Hans Alleman                           |
| SC Amersfoort      | Amersfoort       | Birkhoven              | 10.000     | Nico van Miltenburg                    |
| SC Cambuur         | Leeuwarden       | Cambuurstadion         | 16.000     | Nol de Ruiter                          |
| SC Veendam         | Veendam          | De Langeleegte         | 13.000     | Joop Oldejans                          |
| SVV                | Schiedam         | Harga                  | 10.000     | Leo Halkes                             |
| Vitesse            | Arnhem           | Nieuw-Monnikenhuize    | 18.000     | Jan de Bouter Clemens Westerhof (a.i.) |
| Volendam           | Volendam         | Volendam Stadion       | 15.000     | Leo Steegman                           |
| Wageningen         | Wageningen       | De Wageningse Berg     | 16.000     | Fritz Korbach                          |
| Willem II          | Tilburg          | Gemeentelijk Sportpark | 20.000     | Jan Brouwer                            |

### Eindstand
| pos | club               | gs | w  | g  | v  | pnt | dv | dt | ds  |
| --- | ------------------ | -- | -- | -- | -- | --- | -- | -- | --- |
| 1.  | Vitesse            | 36 | 24 | 7  | 5  | 55  | 80 | 29 | 51  |
| 2.  | PEC Zwolle         | 36 | 21 | 12 | 3  | 54  | 63 | 26 | 37  |
| 3.  | MVV                | 36 | 20 | 10 | 6  | 50  | 78 | 33 | 45  |
| 4.  | Excelsior          | 36 | 16 | 15 | 5  | 47  | 61 | 37 | 24  |
| 5.  | Volendam           | 36 | 18 | 9  | 9  | 45  | 65 | 42 | 23  |
| 6.  | Wageningen         | 36 | 16 | 10 | 10 | 42  | 62 | 45 | 17  |
| 7.  | Fortuna SC         | 36 | 16 | 9  | 11 | 41  | 61 | 47 | 14  |
| 8.  | FC Groningen       | 36 | 14 | 13 | 9  | 41  | 43 | 38 | 5   |
| 9.  | FC Vlaardingen '74 | 36 | 13 | 11 | 12 | 37  | 45 | 42 | 3   |
| 10. | SC Cambuur         | 36 | 13 | 9  | 14 | 35  | 40 | 53 | -13 |
| 11. | Willem II          | 36 | 12 | 10 | 14 | 34  | 44 | 48 | -4  |
| 12. | FC Den Bosch '67   | 36 | 10 | 11 | 15 | 31  | 46 | 58 | -12 |
| 13. | Heerenveen         | 36 | 10 | 10 | 16 | 30  | 36 | 51 | -15 |
| 14. | Veendam            | 36 | 9  | 11 | 16 | 29  | 49 | 58 | -9  |
| 15. | Helmond Sport      | 36 | 8  | 12 | 16 | 28  | 40 | 57 | -17 |
| 16. | SVV                | 36 | 8  | 8  | 20 | 24  | 35 | 59 | -24 |
| 17. | SC Amersfoort      | 36 | 9  | 6  | 21 | 24  | 33 | 73 | -40 |
| 18. | FC Dordrecht       | 36 | 7  | 8  | 21 | 22  | 35 | 72 | -37 |
| 19. | SC Heracles '74    | 36 | 3  | 9  | 24 | 15  | 30 | 78 | -48 |

#### Legenda
| Kleur | Kwalificatie voor                             |
| ----- | --------------------------------------------- |
|       | Promotie naar de Eredivisie                   |
|       | Nacompetitie voor promotie naar de Eredivisie |

### Uitslagen
|                    | AME   | DBO   | CAM   | DOR   | EXC   | FOR   | GRO   | HEE   | HSP   | HER   | MVV   | PEC   | SVV   | VEE   | VIT   | VLA   | VOL   | WAG   | WIL   |
| ------------------ | ----- | ----- | ----- | ----- | ----- | ----- | ----- | ----- | ----- | ----- | ----- | ----- | ----- | ----- | ----- | ----- | ----- | ----- | ----- |
| SC Amersfoort      |       | 2 – 1 | 0 – 2 | 1 – 0 | 1 – 0 | 2 – 5 | 0 – 2 | 0 – 1 | 3 – 3 | 2 – 0 | 2 – 3 | 0 – 2 | 1 – 1 | 1 – 3 | 0 – 2 | 2 – 0 | 0 – 0 | 1 – 0 | 1 – 1 |
| FC Den Bosch '67   | 5 – 1 |       | 1 – 2 | 1 – 1 | 2 – 5 | 2 – 0 | 1 – 2 | 1 – 1 | 0 – 1 | 2 – 0 | 2 – 0 | 0 – 1 | 3 – 1 | 1 – 1 | 0 – 0 | 1 – 1 | 0 – 3 | 1 – 3 | 1 – 0 |
| SC Cambuur         | 3 – 0 | 1 – 1 |       | 1 – 0 | 1 – 1 | 0 – 0 | 2 – 1 | 1 – 0 | 1 – 0 | 3 – 1 | 0 – 2 | 0 – 3 | 1 – 1 | 0 – 0 | 1 – 0 | 2 – 1 | 0 – 1 | 3 – 0 | 2 – 2 |
| FC Dordrecht       | 3 – 0 | 3 – 1 | 1 – 3 |       | 1 – 0 | 0 – 2 | 1 – 2 | 0 – 1 | 1 – 1 | 3 – 1 | 3 – 6 | 0 – 2 | 1 – 0 | 0 – 1 | 0 – 1 | 0 – 1 | 1 – 1 | 2 – 2 | 0 – 2 |
| Excelsior          | 3 – 0 | 2 – 2 | 1 – 0 | 2 – 1 |       | 1 – 0 | 2 – 2 | 4 – 0 | 6 – 0 | 4 – 0 | 2 – 1 | 1 – 0 | 3 – 1 | 1 – 0 | 1 – 3 | 2 – 2 | 0 – 0 | 0 – 0 | 1 – 0 |
| Fortuna SC         | 4 – 0 | 4 – 1 | 3 – 1 | 1 – 1 | 7 – 0 |       | 3 – 0 | 1 – 0 | 2 – 2 | 2 – 0 | 2 – 2 | 1 – 1 | 3 – 1 | 2 – 1 | 1 – 1 | 0 – 0 | 1 – 3 | 1 – 3 | 2 – 2 |
| FC Groningen       | 0 – 2 | 4 – 1 | 2 – 2 | 2 – 0 | 2 – 2 | 2 – 0 |       | 1 – 0 | 1 – 1 | 0 – 0 | 2 – 0 | 2 – 2 | 1 – 0 | 1 – 1 | 1 – 1 | 0 – 1 | 1 – 0 | 1 – 1 | 1 – 3 |
| Heerenveen         | 2 – 1 | 1 – 0 | 4 – 1 | 3 – 3 | 1 – 1 | 0 – 3 | 1 – 1 |       | 1 – 0 | 3 – 0 | 1 – 1 | 2 – 2 | 1 – 1 | 1 – 1 | 1 – 2 | 0 – 0 | 3 – 2 | 1 – 3 | 1 – 0 |
| Helmond Sport      | 0 – 0 | 0 – 0 | 1 – 1 | 2 – 0 | 2 – 2 | 3 – 0 | 0 – 0 | 1 – 0 |       | 3 – 2 | 0 – 1 | 0 – 1 | 1 – 2 | 3 – 0 | 1 – 3 | 2 – 3 | 1 – 2 | 0 – 0 | 0 – 2 |
| SC Heracles '74    | 1 – 2 | 1 – 1 | 0 – 1 | 2 – 3 | 0 – 3 | 2 – 2 | 0 – 1 | 1 – 1 | 2 – 1 |       | 0 – 0 | 2 – 2 | 1 – 4 | 2 – 0 | 0 – 3 | 0 – 0 | 1 – 2 | 4 – 0 | 1 – 2 |
| MVV                | 4 – 0 | 0 – 0 | 5 – 1 | 9 – 0 | 1 – 1 | 4 – 1 | 2 – 0 | 5 – 0 | 2 – 3 | 2 – 0 |       | 1 – 1 | 6 – 1 | 2 – 1 | 1 – 0 | 0 – 0 | 3 – 1 | 5 – 0 | 3 – 1 |
| PEC Zwolle         | 2 – 1 | 3 – 1 | 2 – 0 | 0 – 0 | 0 – 0 | 2 – 0 | 1 – 1 | 2 – 1 | 3 – 0 | 3 – 2 | 1 – 1 |       | 1 – 0 | 4 – 1 | 0 – 1 | 6 – 0 | 3 – 1 | 2 – 1 | 3 – 0 |
| SVV                | 1 – 0 | 1 – 2 | 1 – 1 | 0 – 1 | 0 – 2 | 1 – 2 | 1 – 2 | 0 – 2 | 3 – 1 | 3 – 1 | 0 – 1 | 1 – 1 |       | 1 – 0 | 0 – 1 | 1 – 0 | 2 – 3 | 1 – 1 | 3 – 1 |
| Veendam            | 2 – 3 | 6 – 1 | 2 – 0 | 1 – 1 | 1 – 1 | 3 – 0 | 1 – 2 | 2 – 1 | 1 – 3 | 1 – 1 | 3 – 0 | 1 – 2 | 1 – 1 |       | 2 – 2 | 3 – 2 | 1 – 4 | 0 – 3 | 5 – 2 |
| Vitesse            | 5 – 0 | 5 – 3 | 5 – 1 | 5 – 1 | 1 – 4 | 1 – 0 | 3 – 1 | 3 – 0 | 5 – 1 | 6 – 0 | 0 – 1 | 2 – 2 | 4 – 0 | 2 – 1 |       | 1 – 0 | 4 – 0 | 1 – 0 | 2 – 0 |
| FC Vlaardingen '74 | 1 – 0 | 2 – 2 | 2 – 1 | 7 – 0 | 1 – 1 | 1 – 2 | 1 – 0 | 1 – 0 | 3 – 1 | 4 – 0 | 0 – 1 | 1 – 0 | 2 – 1 | 3 – 1 | 1 – 1 |       | 0 – 1 | 1 – 4 | 1 – 3 |
| Volendam           | 5 – 1 | 0 – 1 | 5 – 0 | 3 – 1 | 1 – 1 | 2 – 0 | 0 – 1 | 4 – 1 | 1 – 1 | 2 – 2 | 2 – 2 | 0 – 0 | 1 – 0 | 0 – 0 | 3 – 1 | 2 – 1 |       | 1 – 2 | 1 – 2 |
| Wageningen         | 2 – 2 | 0 – 3 | 3 – 1 | 2 – 1 | 2 – 0 | 1 – 2 | 1 – 1 | 1 – 0 | 2 – 0 | 5 – 0 | 1 – 0 | 1 – 2 | 6 – 0 | 4 – 0 | 1 – 1 | 1 – 1 | 2 – 4 |       | 3 – 1 |
| Willem II          | 4 – 1 | 0 – 1 | 1 – 0 | 3 – 1 | 1 – 1 | 1 – 2 | 1 – 0 | 1 – 0 | 1 – 1 | 2 – 0 | 1 – 1 | 0 – 1 | 0 – 0 | 1 – 1 | 0 – 2 | 0 – 0 | 2 – 4 | 1 – 1 |       |

## Topscorers
| #  | Naam              | Club             | Goal |
| -- | ----------------- | ---------------- | ---- |
| 1. | Hans Engbersen    | Fortuna SC       | 22   |
| 2. | Boško Bursać      | Vitesse          | 20   |
| 3. | Eddy Bakker       | FC Groningen     | 19   |
| 4. | Jan Peters        | FC Den Bosch '67 | 18   |
| 5. | Herman Veenendaal | Vitesse          | 17   |
| 6. | Willy Brokamp     | MVV              | 16   |
|    | Stanley Bish      | Wageningen       | 16   |
| 8. | Jan Bond          | Volendam         | 15   |
| 9. | Jo Bonfrère       | MVV              | 14   |
|    | Herman Gerdsen    | Vitesse          | 14   |

## Nacompetitie

### Eindstand
| pos | club       | gs | w | g | v | pnt | dv | dt | ds |
| --- | ---------- | -- | - | - | - | --- | -- | -- | -- |
| 1.  | Volendam   | 6  | 3 | 2 | 1 | 8   | 12 | 7  | 5  |
| 2.  | PEC Zwolle | 6  | 2 | 4 | 0 | 8   | 9  | 6  | 3  |
| 3.  | MVV        | 6  | 2 | 2 | 2 | 6   | 5  | 6  | -1 |
| 4.  | Excelsior  | 6  | 0 | 2 | 4 | 2   | 3  | 10 | -7 |

### Legenda
| Kleur | Kwalificatie voor           |
| ----- | --------------------------- |
|       | Promotie naar de Eredivisie |

### Uitslagen
|            | EXC   | MVV   | PEC   | VOL   |
| ---------- | ----- | ----- | ----- | ----- |
| Excelsior  |       | 0 – 1 | 1 – 2 | 0 – 4 |
| MVV        | 0 – 0 |       | 1 – 1 | 3 – 2 |
| PEC Zwolle | 1 – 1 | 2 – 0 |       | 1 – 1 |
| Volendam   | 2 – 1 | 1 – 0 | 2 – 2 |       |

SC Amersfoort ·
FC Den Bosch '67 ·
SC Cambuur ·
FC Dordrecht ·
Excelsior ·
Fortuna SC ·
FC Groningen ·
Heerenveen ·
Helmond Sport ·
Heracles '74 ·
MVV ·
PEC Zwolle ·
SVV ·
SC Veendam ·
Vitesse ·
FC Vlaardingen '74 ·
Volendam ·
Wageningen ·
Willem II
Eerste klasse

1955/56

Eerste divisie

1956/57 · 1957/58 · 1958/59 · 1959/60 · 1960/61 · 1961/62 · 1962/63 · 1963/64 · 1964/65 · 1965/66 · 1966/67 · 1967/68 · 1968/69 · 1969/70 · 1970/71 · 1971/72 · 1972/73 · 1973/74 · 1974/75 · 1975/76 · 1976/77 · 1977/78 · 1978/79 · 1979/80 · 1980/81 · 1981/82 · 1982/83 · 1983/84 · 1984/85 · 1985/86 · 1986/87 · 1987/88 · 1988/89 · 1989/90 · 1990/91 · 1991/92 · 1992/93 · 1993/94 · 1994/95 · 1995/96 · 1996/97 · 1997/98 · 1998/99 · 1999/00 · 2000/01 · 2001/02 · 2002/03 · 2003/04 · 2004/05 · 2005/06 · 2006/07 · 2007/08 · 2008/09 · 2009/10 · 2010/11 · 2011/12 · 2012/13 · 2013/14 · 2014/15 · 2015/16 · 2016/17 · 2017/18 · 2018/19 · 2019/20 · 2020/21 · 2021/22 · 2022/23 · 2023/24 · 2024/25

Eredivisie · Eerste divisie · Johan Cruijff Schaal · KNVB Beker · Play-offs